# Juan Gabriel Rodriguez
Juan Gabriel Rodríguez (General Alvear (Mendoza), Argentina; 28 de febrero de 1994) es un futbolista argentino. Juega de defensa central y su equipo actual es el Club Atlético Talleres (Córdoba) de la Primera División de Argentina, a préstamo desde Defensa y Justicia.

## Trayectoria

### Fénix
Rodríguez entró a las inferiores de River Plate en 2009 proveniente del Club El Recreo. Dejó River en 2016 y fichó en el Club Atlético Fénix de la Primera B Metropolitana, debutando el 8 de febrero ante UAI Urquiza. Jugó 49 encuentros en sus dos primeras temporadas. En agosto de 2017 fue cedido al Club Almagro de la Primera B Nacional, y en junio de 2018 al San Martín (SJ) de la Primera División de Argentina.

### Defensa y Justicia
En julio de 2017, Rodríguez fichó en Defensa y Justicia. Disputó 39 encuentros de la Superliga en sus primeras cuatro temporadas en Defensa.
El 13 de julio de 2022, fue cedido a Rosario Central.
El 16 de enero de 2023, Rodríguez fue cedido al Club Atlético Talleres de Córdoba.

## Selección nacional
Fue seleccionado de la sub-17 de Argentina, y formó parte del plantel que disputó la Copa Mundial de Fútbol Sub-17 de 2011.

## Estadísticas
Actualizado al último partido disputado el 12 de febrero de 2023.
| Club                         | Div.          | Temporada     | Liga  | Liga  | Copas nacionales | Copas nacionales | Copas internacionales | Copas internacionales | Total | Total |
| Club                         | Div.          | Temporada     | Part. | Goles | Part.            | Goles            | Part.                 | Goles                 | Part. | Goles |
| ---------------------------- | ------------- | ------------- | ----- | ----- | ---------------- | ---------------- | --------------------- | --------------------- | ----- | ----- |
| Fénix Argentina              | 3.ª           | 2016          | 14    | 0     | —                | —                | —                     | —                     | 14    | 0     |
| Fénix Argentina              | 3.ª           | 2016-17       | 35    | 0     | —                | —                | —                     | —                     | 35    | 0     |
| Fénix Argentina              | Total club    | Total club    | 49    | 0     | 0                | 0                | 0                     | 0                     | 49    | 0     |
| Almagro Argentina            | 2.ª           | 2017-18       | 21    | 1     | 0                | 0                | —                     | —                     | 21    | 1     |
| Almagro Argentina            | Total club    | Total club    | 21    | 1     | 0                | 0                | 0                     | 0                     | 21    | 1     |
| San Martín (SJ) Argentina    | 1.ª           | 2018-19       | 10    | 0     | 2                | 0                | —                     | —                     | 12    | 0     |
| San Martín (SJ) Argentina    | Total club    | Total club    | 10    | 0     | 2                | 0                | 0                     | 0                     | 12    | 0     |
| Defensa y Justicia Argentina | 1.ª           | 2019-20       | 22    | 0     | 1                | 0                | —                     | —                     | 23    | 0     |
| Defensa y Justicia Argentina | 1.ª           | 2020-21       | 3     | 0     | 1                | 0                | 6                     | 1                     | 10    | 1     |
| Defensa y Justicia Argentina | 1.ª           | 2021          | 9     | 0     | 0                | 0                | 6                     | 0                     | 15    | 0     |
| Defensa y Justicia Argentina | 1.ª           | 2022          | 11    | 0     | 1                | 0                | 3                     | 0                     | 15    | 0     |
| Defensa y Justicia Argentina | Total club    | Total club    | 45    | 0     | 3                | 0                | 15                    | 1                     | 63    | 1     |
| Rosario Central Argentina    | 1.ª           | 2022          | 11    | 0     | 1                | 0                | —                     | —                     | 12    | 0     |
| Rosario Central Argentina    | Total club    | Total club    | 11    | 0     | 1                | 0                | 0                     | 0                     | 12    | 0     |
| Talleres (C) Argentina       | 1.ª           | 2023          | 3     | 0     | 0                | 0                | —                     | —                     | 3     | 0     |
| Talleres (C) Argentina       | Total club    | Total club    | 3     | 0     | 0                | 0                | 0                     | 0                     | 3     | 0     |
| Total carrera                | Total carrera | Total carrera | 139   | 1     | 6                | 0                | 15                    | 1                     | 160   | 2     |

## Palmarés

### Títulos internacionales
| Título              | Equipo             | Sede     | Año  |
| ------------------- | ------------------ | -------- | ---- |
| Copa Sudamericana   | Defensa y Justicia | CONMEBOL | 2020 |
| Recopa Sudamericana | Defensa y Justicia | CONMEBOL | 2021 |